# Lac Piaozero
Le lac Piaozero (en russe : Пяозеро, en finnois : Pääjärvi) est un lac d'eau douce à Kiestinki dans le raïon de Louhi en république de Carélie, dans le nord-ouest de la Russie.

## Description
La distance entre le lac et la frontière entre la Finlande et la Russie est inférieure à 30 kilomètres à vol d'oiseau.
La superficie du lac principal est de 659 km2 et la surface du lac se situe généralement entre 100 et 101 mètres d'altitude.
Le volume d'eau du lac est de 9,95 km3, la profondeur moyenne est de 15,4 mètres et la profondeur maximale est de 49 mètres.
La longueur maximale du lac principal est de 77 kilomètres et sa largeur maximale est d'environ 30 kilomètres.
Le lac est gelé de novembre à mai,,.
Le bassin versant de Pääjärvi s'étend sur 12 900 km2.
Les rivières les plus importantes qui se jettent dans le lac sont l'Oulankajoki, qui prend sa source du côté finlandais à l'ouest, et la Sohjananjoki, qui prend sa source à Tuoppajärvi au sud.
Les petites rivières qui se jettent dans Pääjärvi comprennent la Tavajoki, qui prend sa source à Tavajärvi, près de la frontière entre la Russie et la Finlande.
Le lac principal s'écoule dans la rivière Kuntijoki jusqu'à Kuntikylä, d'où les eaux continuent de s'écouler à travers de nombreux lacs et rivières jusqu'au Koutajärvi puis dans la mer Blanche.

## Centrale hydroélectrique
Selon de nombreuses sources, comme dans plusieurs cartes russes, le lac est représenté comme faisant partie du réservoir de Koutajoki (en russe : Кумское водохранилище, en finnois : réservoir de Koutajoki) créé pour alimenter la centrale hydroélectrique construite entre 1962 et 1966.
La superficie de ce lac artificiel couvre également le Tuoppajärvi en amont et a une superficie totale de 1 910 km2 et peut stocker 5,63 km3 d'eau destinée à la production d'électricité.
Dans le cadre de la construction du lac artificiel, le niveau d'eau de Pääjärvi a été élevé de 7 à 9 mètres par rapport à son niveau précédent et la superficie du lac a augmenté de 35 à 40 %.
De nombreuses îles et plages avec des bâtiments sont restées sous l'eau. Aujourd'hui, le niveau d'eau du lac Pääjärvi varie jusqu'à 4,5 mètres selon le niveau de régulation,,.